# Dinastia Xia occidentale
La dinastia Xia Occidentale regnò dal 1038 al 1227 nell'impero Xi Xia (cinese: 西夏T, Xī XiàP, Hsi HsiaW) detto anche Xia Occidentale o impero tangut, dal nome del popolo che lo componeva. Questo popolo ed il territorio in cui viveva era noto sia ai tanguti che ai tibetani anche con il nome Minyak.
L'impero tangut si spartì il territorio cinese con altre dinastie, tra le quali le principali furono quella dei Song (960-1279), dei Liao (907-1125) e dei Jīn (1115-1234).
Nel periodo di massima espansione l'impero comprendeva le attuali province cinesi del Ningxia, del Gansu, la parte orientale del Qinghai, il nord dello Shaanxi, il nord-est del Xinjiang, il sud-ovest della Mongolia interna ed il sud della Mongolia, e si estendeva per circa 800.000 chilometri quadrati.
Gli Xia occidentali controllarono lo strategico corridoio di Hexi, il passaggio settentrionale della via della seta, riuscendo a resistere alle pressioni dei vicini imperi Liao, Song, e Jīn, in virtù dell'allora moderna organizzazione militare che si diedero, sfruttando al meglio la cavalleria, i carri da guerra, gli arcieri, l'artiglieria, i cui cannoni erano trasportati da cammelli, ed i mezzi anfibi.
I tangut si distinsero anche nei campi della letteratura, dando vita ad una propria scrittura, delle arti e dell'architettura, che fu definita "splendente e scintillante".

## Etimologia
"Xia Occidentale" è la traduzione letterale di 西夏T, Xī XiàP, un termine spesso usato nella letteratura cinese. Deriva dall'ubicazione del territorio, situato ad ovest del Fiume Giallo, mentre il dominio Liao e Jin si estendeva ad est di tale fiume, e quello dei Song a sud. "Tangut" è il nome che i mongoli danno a questo territorio (Taŋγud), corrispondente al "Dangxiang" dei cinesi ed al "Minyak" dei tibetani.

## Storia

### Fondazione

#### Le origini

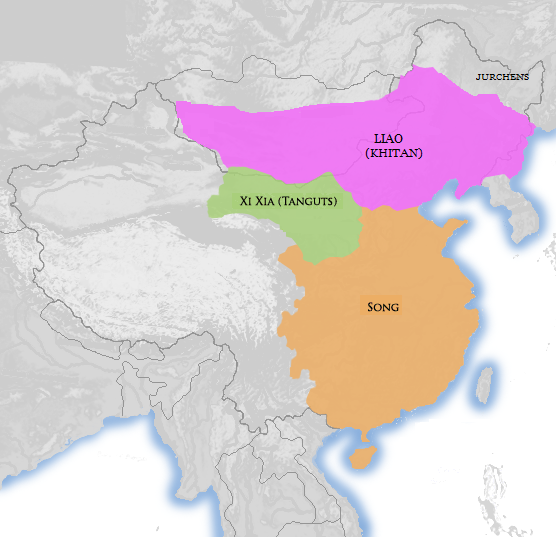
L'impero tangut nel 1111

Dopo la distruzione operata dai mongoli nel XIII secolo quando assoggettarono il Xia occidentale scomparvero i testi e gli annali, e la lingua locale cadde lentamente in disuso. Le origini di questo popolo sono state quindi a lungo avvolte nel mistero, fu solo durante la dinastia Qing che vennero scritti documenti relativi ai tanguti.
Secondo tali documenti e in conformità con la tradizione orale, il popolo tangut discendeva dagli antichi nomadi xianbei, di origine turco-mongolica, che dalla zona del deserto di Ordos migrarono ad ovest nelle odierne province cinesi di Gansu e Qinghai formando uno dei clan del popolo qiang. Nel corso di queste migrazioni gli xianbei acquisirono elementi culturali delle diverse etnie con cui vennero in contatto, tra questi i tibetani, gli han cinesi, gli unni, i di ed i Jiehu.
Secondo una tradizione folkloristica i tanguti nacquero dall'unione di un capo-tribù del ramo qiang degli xianbei con una donna tibetana.
Vari clan tangut si espansero in diverse province dell'allora nord-ovest della Cina, alla quale i capi-tribù, chiamati tuoba, riconobbero il diritto di suzeraineté in cambio di titoli attestanti il loro dominio sulle aree occupate. Diedero quindi vita ad una confederazione che prese il nome di regno tuyuhun.

#### La dinastia Tang
Il più potente fra i capi tanguti fu Tuoba Chidi (拓跋赤敵T), che si imparentò con gli imperatori della dinastia Tang ed ottenne il titolo imperiale Li (李T), equivalente a principe. I primi imperatori della stessa dinastia Tang avevano in comune con i tanguti la discendenza xinbei e sposarono diverse principesse tuoba.
Nel VII secolo il regno tuyuhun fu conquistato dai tibetani, che nel corso dei 200 anni di supremazia sui tanguti li convertirono al lamaismo. Attorno al 680 iniziò una massiccia emigrazione dei tanguti in territorio cinese, dove alcuni clan si riorganizzarono e furono di aiuto ai sovrani Tang nel domare pericolose rivolte. In segno di riconoscenza nell'890 l'imperatore ripristinò il titolo di "Li", che assegnò a Tuoba Sigong insieme al titolo di duca di Xia (夏國公). Fu così che i tanguti si assicurarono il controllo di una vasta regione attigua al fiume Giallo di fondamentale importanza per il transito tra la Cina e l'ovest.

#### Le 5 dinastie, la dinastia Song e quella Liao
Dopo il tracollo della dinastia Tang nel 907, i tanguti garantirono lealtà e resero grandi servizi alle cinque dinastie che si succedettero al vertice dell'impero nell'arco di 57 anni, assicurandosi nuovi titoli e territori, tra i quali molti erano quelli del vecchio regno tuyuhun, caduto in mano ai cinesi dopo il crollo dell'impero tibetano nell'842. Appoggiarono gli imperatori nel respingere gli attacchi dei manciù khitang che avevano fondato la dinastia Liao.
Con l'avvento della dinastia Song del Nord, il ramo della famiglia con a capo Li Jipeng garantì al nuovo imperatore fedeltà, ma un altro ramo, guidato da Li Jiqian (李繼遷), si alleò con i Liao nel 934 sposandone una principessa ed ottenendo il titolo di duca del Xia. In seguito il figlio di Li Jipeng, Li Deming, fu riconosciuto signore dello Xia sia dai Song che dai Liao e poté governare fino alla morte, avvenuta nel 1031, in un periodo di pace e splendore dello Xia.

#### L'indipendenza

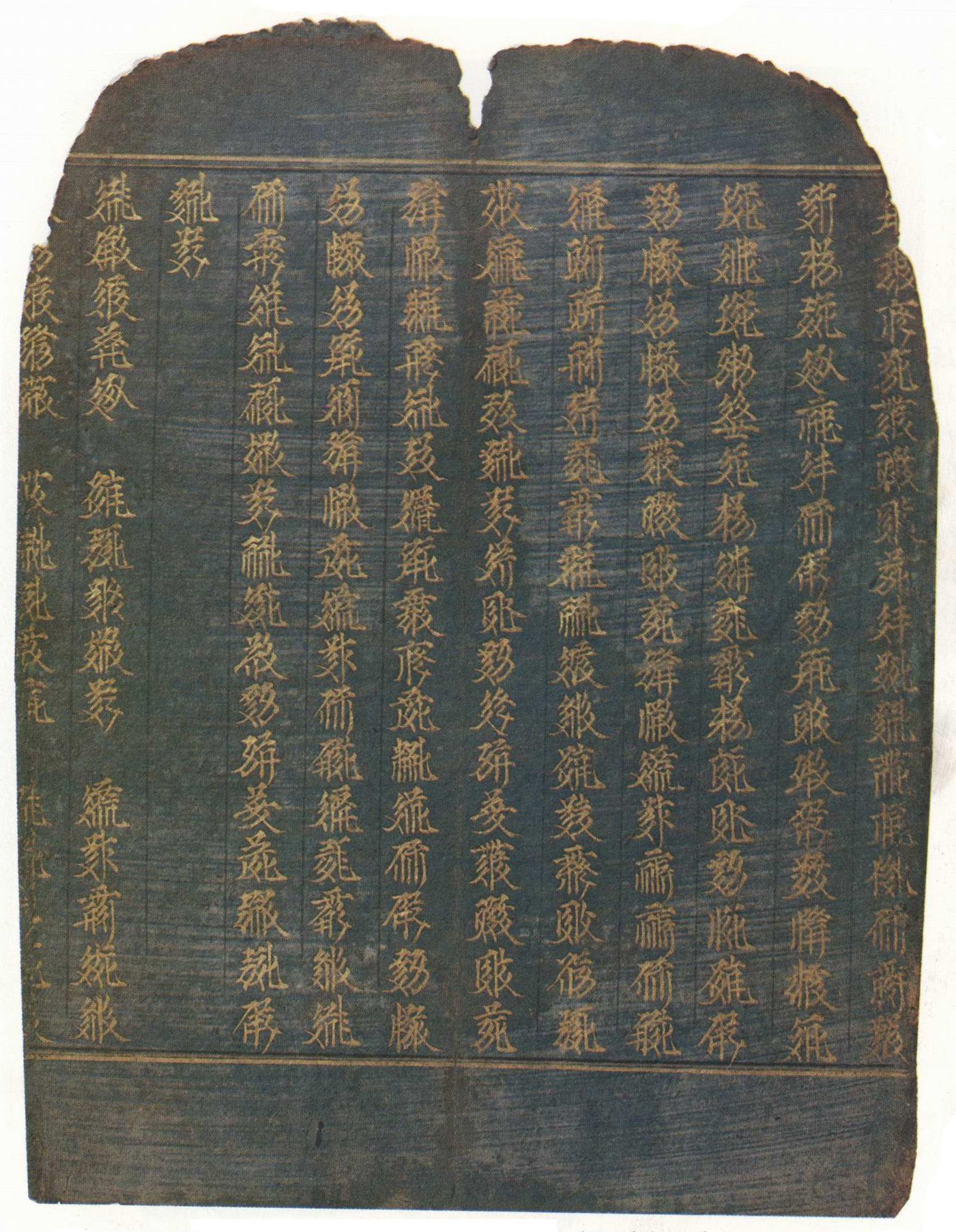
Il sacro Sutra del Loto scritto in lingua tangut

Il figlio di Deming, Li Yuanhao, intraprese una politica di espansione territoriale e, dopo una serie di campagne contro i Song, i tibetani e gli Uiguri, si assicurò il corridoio dello strategico corridoio di Hexi, che gli garantiva il controllo sulla rotta settentrionale della via della seta. Nel 1038, forte di un esercito di 500.000 uomini, proclamò l'indipendenza dello Xia occidentale dai Song e dai Liao, e salì al trono con il titolo di imperatore Jingzong.
Stabilì la capitale a Xingzhou 興州 (Xingqing 興慶), nell'odierna Yinchuan 銀川 nel Ningxia. Nella missiva che spedì alla corte Song, in cui comunicava l'istituzione del nuovo Stato, proclamava la legittimità del suo titolo come discendente del tuoba Cáo Cāo (曹操; 155 – 220), imperatore della dinastia Wei.
Da quel momento la Cina sarebbe stata divisa in tre imperi.

### Conflitti con gli altri imperi cinesi
Dopo frequenti incursioni dei Tangut in territorio Song, che impoverirono sensibilmente entrambi gli stati, l'istituzione del nuovo Stato fu ratificata nel 1043, con la stipulazione di un trattato in cui gli Xia occidentali si sottomisero formalmente all'autorità imperiale dei Song, che in cambio riconoscevano al sovrano tangut il titolo di re dello Xia, impegnandosi anche a versargli tributi annui in seta, argento e tè. Gli annali cinesi riportano quindi l'esistenza della dinastia Xi Xia a partire dal 1038.
Li Yuanhao continuò a considerare il suo Stato un impero, governandolo come tale e organizzandolo sia sotto il profilo militare che culturale, facendo redigere la nuova scrittura Tangut, con cui fece tradurre classici della letteratura cinese nella lingua locale, che era di origine tibeto-birmana.
In questo periodo lo Xia occidentale si arricchì con i traffici della via della seta e l'amministrazione fu organizzata secondo il modello feudale dei Song, da cui assorbì la cultura. Il successore di Li Yuanhao, Chongzong, accrebbe il potere della nobiltà a scapito dell'esercito e fondò un'accademia per l'insegnamento del confucianesimo.
Gli imperatori che vennero dopo Li Yuanhao, nonché le madri reggenti di alcuni di questi, tentarono diverse volte di conquistare territori dei Liao e dei Song, ma le truppe tangut furono sempre sconfitte ed i sovrani desistettero da tali propositi, il Xia occidentale divenne un vassallo dei Liao.
Nel delicato scacchiere politico fra l'XI e il XII secolo, l'impero tangut svolse un ruolo importante nell'equilibrio fra l'impero dei Liao, di stirpe manciù khitan, e quello dei Song, di etnia cinese han.
Nel 1115 si affermò la dinastia Jīn dei clan Jurchen della Manciuria, che spodestò la dinastia Liao, e lo Xia occidentale fece atto di sottomissione al nuovo imperatore. Quando i Jīn distrussero anche la dinastia dei Song, i Tangut approfittarono per occupare ampi territori di questi ultimi. In quegli anni accaddero diverse calamità naturali e l'imperatore del Xia occidentale Renzong fu occupato nella ricostruzione del paese.

### L'impero mongolo e la fine del Xia occidentale

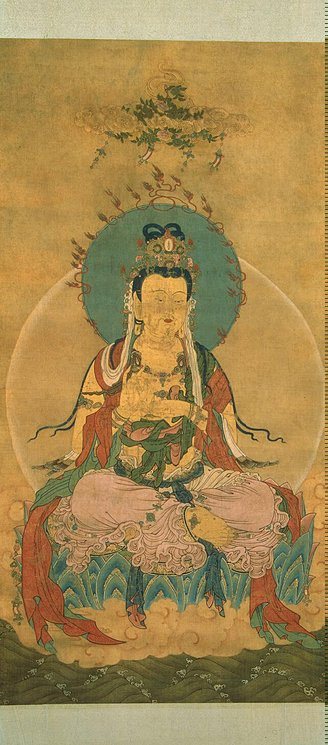
Un esempio di arte buddhista dello Xia occidentale

L'imperatore Huanzong succedette al padre Renzong dopo che questi morì nel 1193, data che segna l'inizio del declino tangut. In quegli anni il capo dei mongoli Gengis Khan unificò i popoli delle steppe del nord della Mongolia con gli xianbei stanziati nelle montagne Yin shan e condusse una serie di attacchi allo Xia occidentale tra il 1202 ed il 1226.
Nel 1206 fu organizzato un colpo di stato, Huanzong fu ucciso ed al suo posto divenne imperatore Xiangzong, che si sottomise ai mongoli dando in sposa la figlia a Gengis Khan e compì diverse incursioni nei territori Song e Liao indebolendo sia quegli stati che il proprio. Oltre a queste scelte militari errate altri elementi pesarono sulla parabola discendente dei tanguti: l'esercito aveva perso l'efficienza che lo aveva contraddistinto nel secolo precedente e la corruzione aveva minato l'integrità della corte.
Nel 1211 un nuovo colpo di stato depose Xiangzong e portò al potere l'imperatore Shenzong. Nel 1216 i mongoli gli chiesero aiuto per le campagne militari ad occidente ed egli avrebbe acconsentito, ma il suo influente generale Aša-gambu si oppose e l'aiuto venne negato. Quando i mongoli tornarono dalla spedizione il nuovo imperatore Xianzong si scusò, ma Aša-gambu volle sfidare i mongoli che ricominciarono ad attaccare il paese.
Le grandi vittorie di Gengis Khan e la critica situazione del Xia occidentale preoccupò le sfere ecclesiastiche tibetane che, nel timore di un'imminente invasione del paese, inviarono alla corte di Shenzong una delegazione guidata dall'importante lama karmapa Tsangpa Dunkhurwa nel 1221.
Xianzong morì in battaglia ed il suo successore Mòzhǔ chiese ed ottenne la pace nel giugno del 1227, Gengis Khan morì un mese dopo per le ferite riportate nella guerra con i tanguti, ed il figlio Tolui lo vendicò facendo uccidere Mòzhǔ, l'ultimo imperatore del Xia occidentale. La capitale fu rasa al suolo e saccheggiata, furono uccisi migliaia di abitanti e vennero distrutti testi e documenti.
La missione tibetana, che si trattenne a lungo tra i tanguti, fece atto di sottomissione al condottiero mongolo ed offrì il pagamento di tributi convincendo Gengis Khan a non invadere l'altopiano.
Aveva così termine l'impero tangut, dopo 190 anni dalla sua fondazione.

### Integrazione nell'impero mongolo, diaspora e dissoluzione dei tanguti
Le truppe tangut vennero incorporate nell'esercito dei mongoli e, vista la strenua resistenza che avevano opposto nonché la responsabilità che avevano avuto nella fine di Gengis Khan, furono trattati duramente. Fu solo verso il 1300, durante l'egemonia mongola della dinastia Yuan in Cina, che furono loro riconosciute parità di diritti e alte cariche nell'esercito.
Dopo la caduta della dinastia Yuan nel 1368, alcuni tanguti seguirono i mongoli nelle steppe settentrionali, alcune comunità si stanziarono nelle zone dell'odierna provincia cinese di Anhui e clan legati alla nobiltà emigrarono nel Kham (Tibet orientale) e nel nord del Tibet, dove alcuni di essi arrivarono a diventare sovrani.

## Cultura tangut

### Scrittura e letteratura

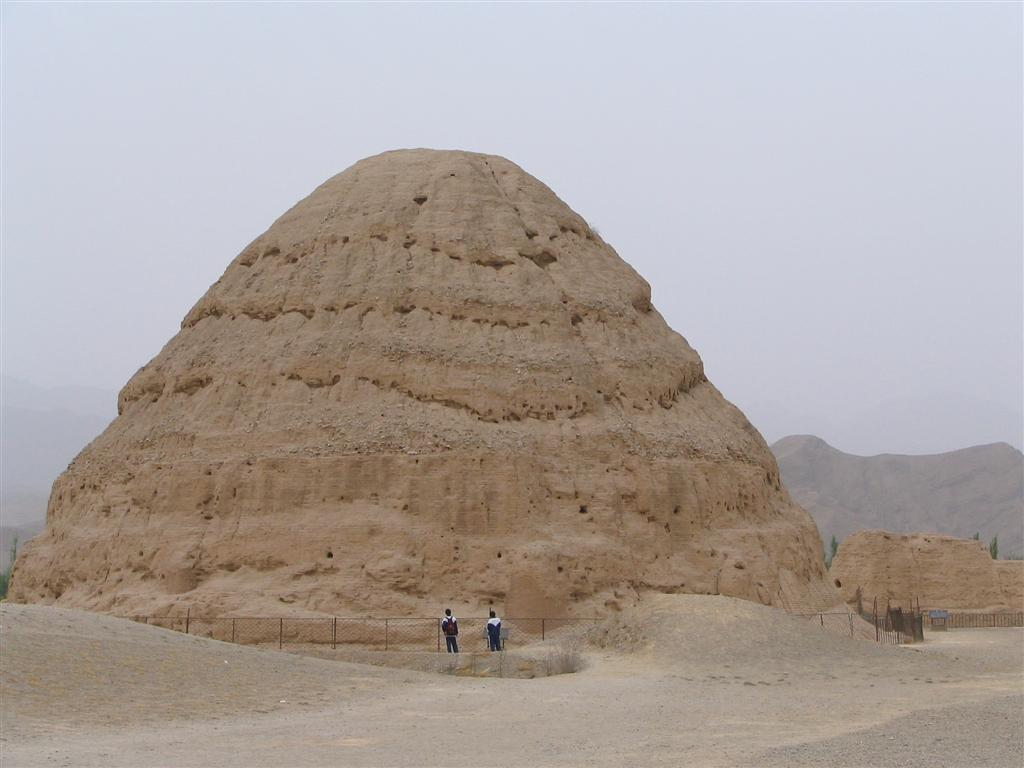
Un mausoleo imperiale tangut nella provincia cinese del Ningxia

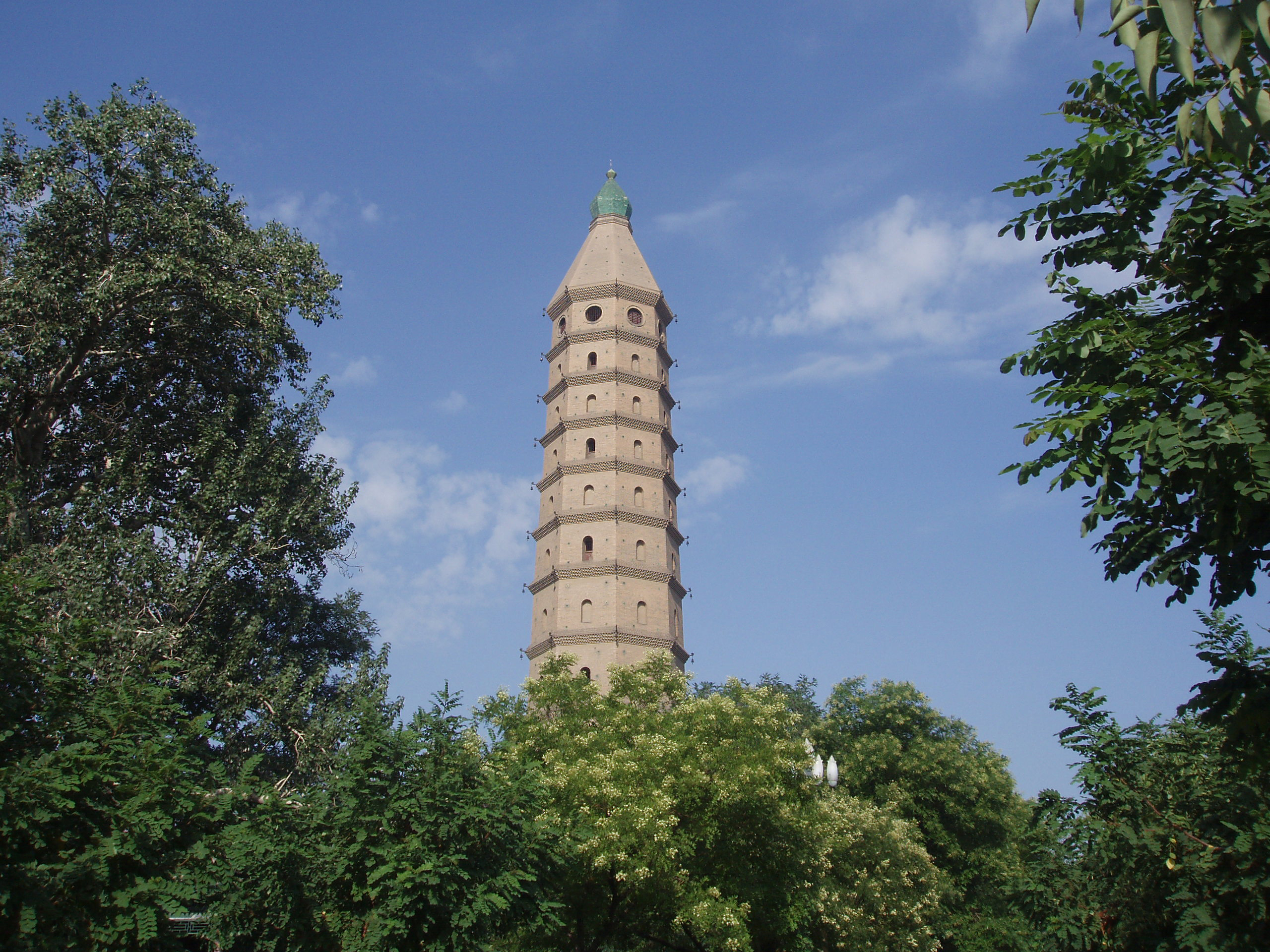
La pagoda occidentale di Yinchuan

Si stima che la scrittura Tangut fu introdotta nel paese nel 1036 per ordine del sovrano Li Yuanhao, era espressa in ideogrammi che avevano similitudini con quelli cinesi. In campo letterario, oltre che per la trascrizione di testi sacri del buddhismo cinese e tibetano, fu utilizzata anche per scrivere testi propri della cultura locale.
Prima di scomparire rimase in uso per lungo tempo, furono rinvenuti alcuni scritti risalenti al XVI secolo, e a cavallo tra il XIX ed il XX secolo furono ritrovati altri scritti che risvegliarono l'interesse per la cultura dello Xia occidentale. Le ricerche che si sono succedute dopo tali ritrovamenti hanno portato alla luce circa 6.000 ideogrammi. Recenti studi hanno trovato molti punti in comune tra la fonetica dei Tangut e quella di un dialetto di una minoranza etnica della provincia cinese sud-occidentale dello Yunnan.

### Religione
Grazie alla sua posizione geografica, lo Xia occidentale era un punto di passaggio tra l'India occidentale, il Tibet settentrionale e la Cina centrale. Dal punto di vista religioso assorbì quindi diverse influenze, abbracciando a turno sia il confucianesimo che il lamaismo tibetano. In particolare i testi tanguti sul buddhismo tibetano che sono stati rinvenuti sono tuttora un punto di riferimento per gli studi teologici. Era in uso la tradizione buddhista di cremare i defunti.

### Architettura
I tangut fortificarono le loro città con robuste cerchia di mura in mattoni e pietre, che resistettero ai ripetuti attacchi mongoli per decenni. Furono costruiti anche sontuosi palazzi di grande impatto scenico, raffinate pagode ed imponenti mausolei dove furono tumulati imperatori, nobili e generali.
La grande necropoli dello Xia occidentale è venuta alla luce agli inizi del XX secolo con gli scavi effettuati nella zona dell'antica capitale, l'odierna Yinchuan, si tratta di un'area di circa 50 km² che comprende 9 mausolei imperiali e 250 tombe di nobili. Al loro interno sono stati rinvenuti oggetti preziosi, tra cui gioielli in oro e argento, incisioni su bambù, perle e porcellane.
In un'altra zona ad ovest della città si trova la  pagoda occidentale un edificio in legno a base ottagonale di 11 piani alta 64,5 metri. Fu eretta nel 1050 ed al suo interno, secondo la tradizione tangut, sono custodite ossa del Buddha Sakyamuni. In virtù di tali reliquie è diventata un famoso luogo di culto.

### Usi e costumi
In origine i tanguti si vestivano di pelli di pecora, o similari, e cuoio, dopo i contatti con gli han furono introdotte anche vesti in cotone e seta. Gli uomini ebbero l'aspetto nomade, con capelli e barbe lunghe incolte, fino all'istituzione dell'impero, il sovrano Li Yuanhao emanò un editto che li obbligava alla rasatura dei capelli, lasciando solo un ciuffo in fronte e due in corrispondenza delle orecchie.
Quando moriva un parente ai familiari venivano concessi tre giorni da dedicare interamente alle cerimonie di lutto.

## Economia
Gran parte della popolazione del vasto impero era dedita alla pastorizia e all'allevamento di bestiame, mentre gli han che vi si stanziarono erano agricoltori che producevano soprattutto grano ed orzo. La maggiore industria era quella dell'estrazione del sale. Nelle città fiorì il commercio, all'esportazione di bestiame e sale si accompagnava l'importazione di tè, medicine, incensi, seta etc.

## Lista degli imperatori
| Nome cinese    | Nome postumo       | Nome tangut         | Durata del regno |
| -------------- | ------------------ | ------------------- | ---------------- |
| Jǐngzōng 景宗  | Wǔlièdì 武烈帝     | Lǐ Yuánhào 李元昊   | 1038–1048        |
| Yìzōng 毅宗    | Zhāoyīngdì 昭英帝  | Lǐ Liàngzuò 李諒祚  | 1048–1067        |
| Huìzōng 惠宗   | Kāngjìngdì 康靖帝  | Lǐ Bǐngcháng 李秉常 | 1067–1086        |
| Chóngzōng 崇宗 | Shèngwéndì 聖文帝  | Lǐ Qiánshùn 李乾順  | 1086–1139        |
| Rénzōng 仁宗   | Shèngzhēndì 聖禎帝 | Lǐ Rénxiào 李仁孝   | 1139–1193        |
| Huánzōng 桓宗  | Zhāojiǎndì 昭簡帝  | Lǐ Chúnyòu 李純佑   | 1193–1206        |
| Xiāngzōng 襄宗 | Jìngmùdì 敬穆帝    | Lǐ Ānquán 李安全    | 1206–1211        |
| Shénzōng 神宗  | Yīngwéndì 英文帝   | Lǐ Zūnxū 李遵頊     | 1211–1223        |
| Xiànzōng 獻宗  | nessuno            | Lǐ Déwàng 李德旺    | 1223–1226        |
| Mòzhǔ 末帝     | nessuno            | Lǐ Xiàn 李晛        | 1226–1227        |